# Ioana-Smaranda Pădurariu
Ioana-Smaranda Pădurariu (26 februari 1987) is een Roemeense schaakster en Internationaal Meester bij de vrouwen.

## Biografie
Pădurariu begon zich te interesseren voor het schaakspel toen ze vijf jaar oud was, omdat ze bijna alle kinderen om zich heen dat spel ook zag spelen. Op haar zevende kreeg ze schaakonderricht van de Roemeense schaakmeester Vasile Manole,
en toen ze negen jaar oud was won ze het Roemeense Nationale Juniorenkampioenschap voor meisjes onder de tien. Ze was bedreven in snelschaak, en in 2002 behaalde ze de tweede plaats op het Europees Snelschaakkampioenschap voor junioren, dat gehouden werd in Novi Sad. In 2004 speelde ze opnieuw voor dit kampioenschap en werd ze eerste. Later begon ze zich meer toe te leggen op het klassieke schaak. In 2005 speelde zij mee in het toernooi om het kampioenschap van Roemenië voor dames dat in Băile Tușnad gespeeld werd. Angela Dragomirescu werd met zes punten kampioene en Pădurariu eindigde met hetzelfde aantal punten op de tweede plaats. In datzelfde jaar deed ze mee aan het EK voor vrouwen in Chisinau, waar ze haar eerste meesternorm haalde. In 2007 werd haar door de FIDE de titel Internationaal Meester bij de vrouwen (WIM) toegekend.
Pădurariu studeerde fysiotherapie, onder meer aan de Alexander Jan Cuza-universiteit van Iași.